# Deparia moorii
Deparia moorii là một loài dương xỉ trong họ Athyriaceae. Loài này được Hook. mô tả khoa học đầu tiên năm 1852.
Danh pháp khoa học của loài này chưa được làm sáng tỏ. 